# InfraStar bike
InfraStar bike é um tipo de equipamento fitness desenvolvido na década de 1980, que integra a atividade física do ciclismo estacionário com os efeitos terapêuticos da terapia com calor infravermelho. O InfraBike é utilizado para facilitar a perda de peso, promover a saúde cardiovascular e ajudar na recuperação muscular.

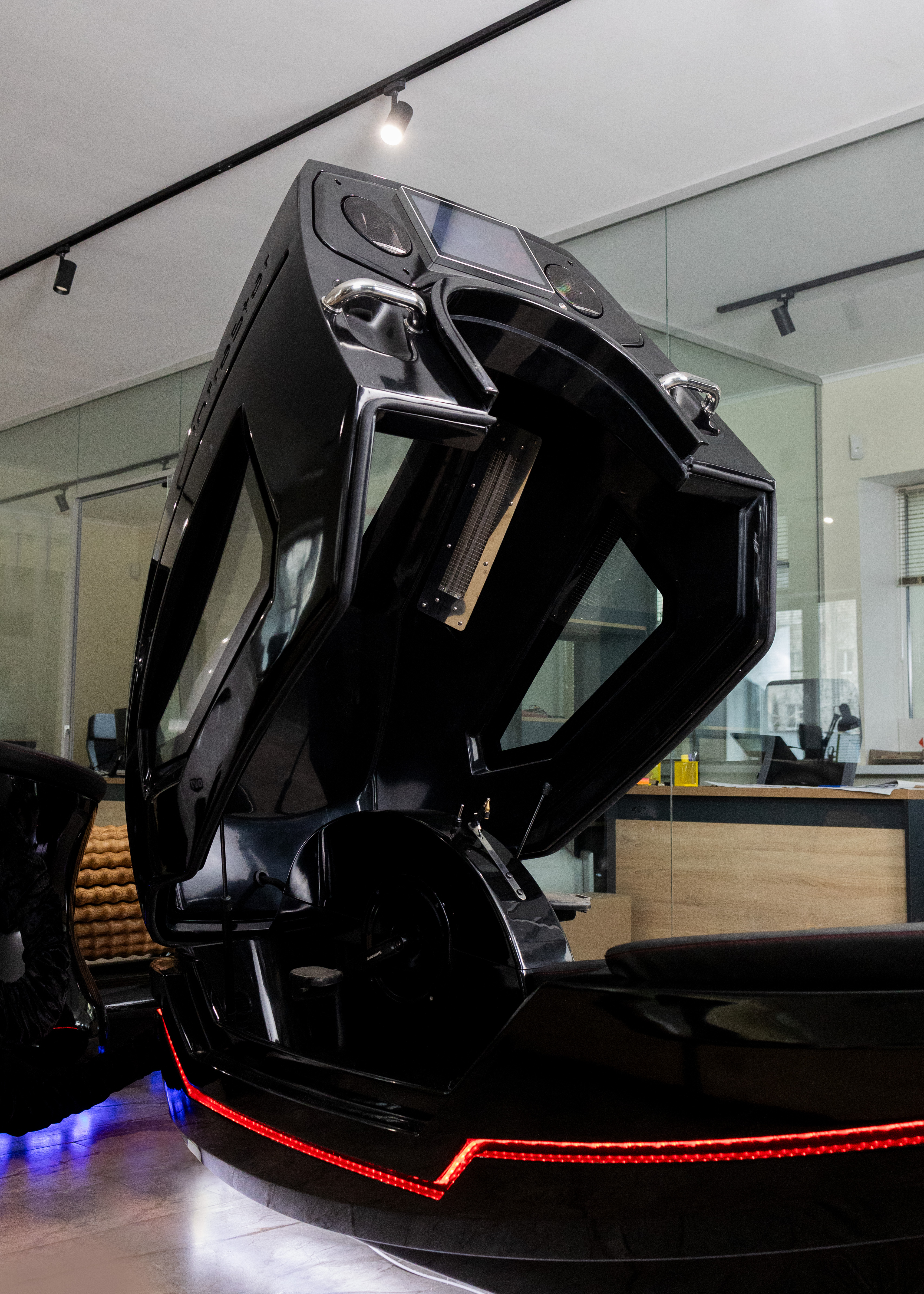
InfraStar bike

## Visão geral
O InfraStar bike é projetado como uma bicicleta ergométrica infravermelha que permite pedalar deitado. Os primeiros modelos foram desenvolvidos no final da década de 1980. A temperatura no interior do dispositivo é mantida em 50°C para relaxar os músculos, torná-los mais receptivos ao exercício e também para remover toxinas. Essa bicicleta reclinada estimula a frequência cardíaca e, assim, fortalece todo o sistema cardiovascular. O InfraStar bike ajuda a queimar gordura e ganhar massa muscular. Ao mesmo tempo, os raios infravermelhos são dispersos para melhorar a circulação, ajudando em casos como sensação de peso nas pernas ou varizes.
O InfraStar Bike é particularmente popular em academias, clínicas de bem-estar e ambientes de fisioterapia.

### Tecnologia
O InfraStar bike é uma bicicleta ergométrica infravermelha reclinada, permitindo que os usuários pedalem deitados. A temperatura dentro do dispositivo é mantida em aproximadamente 50°C. Os raios infravermelhos estimulam a circulação sanguínea, aliviam a sensação de peso nas pernas e podem proporcionar alívio para condições como varizes. O uso regular está associado ao aumento da queima de gordura e ao desenvolvimento da massa muscular.